# Jules Girardin
Pour les articles homonymes, voir Girardin.
Jules Girardin est un écrivain français, né le 4 janvier 1832 à Loches (Indre-et-Loire) et mort le 26 octobre 1888 à Paris. Il adopta parfois le pseudonyme de J. Levoisin.

## Biographie
Jules Girardin effectue ses études à Châteauroux. Élève de l'école Normale Supérieure, il devient agrégé en Grammaire et en lettres. Il exerce par la suite dans plusieurs lycées avant de se fixer au lycée de Versailles.
Il collabore à la Revue Européenne, à la Mosaïque, au Magasin Pittoresque, au Journal de la jeunesse et à la Revue des deux Mondes, pour lesquels il fournit de nombreuses nouvelles. Il se signale à la postérité en écrivant des romans pour la jeunesse illustrés de gravures, et connait, semble-t-il, du succès à l'époque. Ses ouvrages ont surtout une portée morale et il a, pour héros de prédilection, les faibles et les déshérités. À un talent certain s'exprimant dans des observations pleines de délicatesse, il joint des récits à la morale fortifiante . Certains de ses ouvrages ont été traduits en anglais, en suédois, en italien et en espagnol.
On lui doit une adaptation libre des Aventures du Baron de Münchhausen.

## Décès
« Le 26 octobre 1888, il venait de déjeuner à Paris avec sa fille, près de la gare Montparnasse, et tous deux se dirigeaient vers une station de voitures. Ils avaient beaucoup de courses à faire, quelques amis à visiter : ce serait une bonne journée... Tout à coup il s'arrête, porte les deux mains à sa poitrine avec une sorte de gémissement. Sa fille, inquiète, l'interroge. « Soutiens moi! » murmure-t-il, et il tombe tout de son long sur le trottoir : il était mort. »,.

## Distinctions
- Chevalier de la Légion d'honneur (décret du 8 février 1877)

## Œuvres
- Les Braves Gens, 1873 (couronné par l'Académie en 1874)
- Nous autres, 1874
- La Toute Petite, 1875 La Toute petite, Jules Girardin, Hachette, 1905 (septième édition)

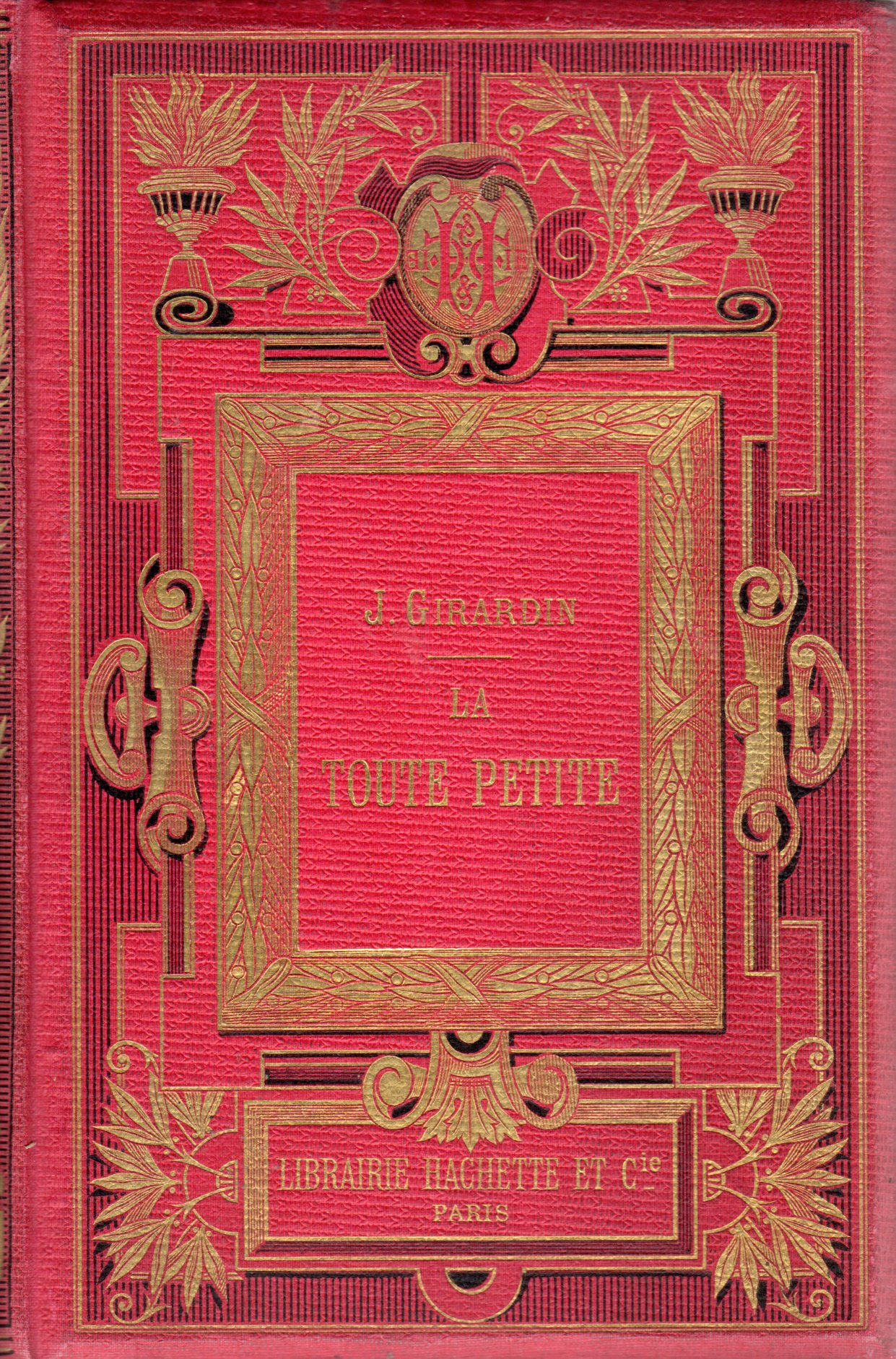
La Toute petite, Jules Girardin, Hachette, 1905 (septième édition)

- Fausse route, souvenirs d'un poltron, La première faute, Aveux d'un égoïste, 1875
- L'Oncle Placide, 1876
- Le Neveu de l'oncle Placide, 1878-1879
- Petits contes alsaciens
- Les Gens de bonne volonté, Hachette, 1896
- La Disparition du grand Krause
- Un peu partout
- Chacun son idée
- Le Locataire des demoiselles Rocher
- Les Épreuves d’Étienne
- Les Remèdes du docteur Ernster
- La Nièce du capitaine
- Tout chemin mène-t-il à Rome ?
- Récits de la vie réelle, 1881
- Bonnes bêtes et bonnes gens
- La Vie de ce monde
- Fillettes et garçons
- Contes sans malice
- Récits et menus propos
- Têtes sages et têtes folles
- Grand-père, couronné par l'Académie française (1880)
- Maman, 1881
- Le Roman du cœur
- Les Missions de la tante Zizi, 1883
- La Famille Gaudry, 1884
- Le roman d'un cancre, 1883
- Histoire d'un berrichon, 1885
- Le Capitaine Bassinoire, 1886
- Second violon, 1887
- Le Fils Valaugé, 1888
- Le Fils de l'éclusier, 1889
- Quand j'étais petit garçon
- Dans notre classe
- Contes à Pierrot
- Contes à Jeannot
- La Théorie du Docteur Würtz
- Miss sans cœur
- Les Aventures de M. Colin Tampon

## Traductions
- La Chasse au Léviathan de Mayne-Reid
- Le Petit Courte, Pascharel, La Princesse Zourof et Musa de Ouida
- Tom Brown et La Terre de Servitude de Henry Morton Stanley
- Mycènes et L'Héritière de Court Netherlugh de Miss Wood
- Endymion de Beaconsfield